# Microsoft FrontPage
FrontPage (пълно наименование: Microsoft Office FrontPage) е WYSIWYG HTML редактор от офис пакета на Майкрософт, която служи за създаване, изграждане и управление на уеб сайтове. Програмата автоматично генерира HTML кода и по този начин създава предпоставка да се пропусне работата с него. Счита се, че заниманието с FrontPage е много по-лесно от други програми за създаване на уеб сайтове, поради което неговото използване е масово. Освен това, за разлика от други програми, управлението на сайта е лесно, като същевременно се създава добра организираност и представяне на работните файлове. FrontPage разполага и с програми-помощници (wizards), които предлагат голям брой шаблони. Програмата е предоставена, в съвременния си вид, на потребителите, за пръв път, с пакета Microsoft Office 2000.